# Ilha Oak
A ilha Oak é uma ilha de 57 ha (0,57 km²) de área no Condado de Lunenburg, na parte sul da Nova Escócia, Canadá.
Muitos acreditam que nessa pequena ilha do Oceano Atlântico está enterrado o tão falado tesouro dos Templários, o mesmo que fez com que Filipe, o Belo, destruísse a ordem.

## A descoberta
No verão de 1795, Daniel McGinnis, ainda adolescente, perambulava na ilha de Oak Island, Nova Escócia, Canadá, quando cruzou com uma curiosa depressão circular no solo. Sobre a depressão estava uma árvore e em um de seus galhos encontrava-se dependurada uma polia de navio. Tendo ouvido falar dos contos de piratas naquela região, decidiu voltar para casa e retornar para investigar o buraco.
Nos muitos dias que se seguiram, McGinnis e seus amigos John Smith e Anthony Vaughan trabalharam no buraco. E o que descobriram deixaram-nos atônitos. Dois pés abaixo da superfície havia uma camada de cascalho cobrindo o poço a 3 metros de profundidade, encontraram uma camada de tábuas de carvalho (madeira típica da Europa). Depois de 6 ou 9 pés mais a fundo, encontraram mais tábuas. Não podendo continuar sozinhos, voltaram para casa, mas com planos de retornar suas escavações.

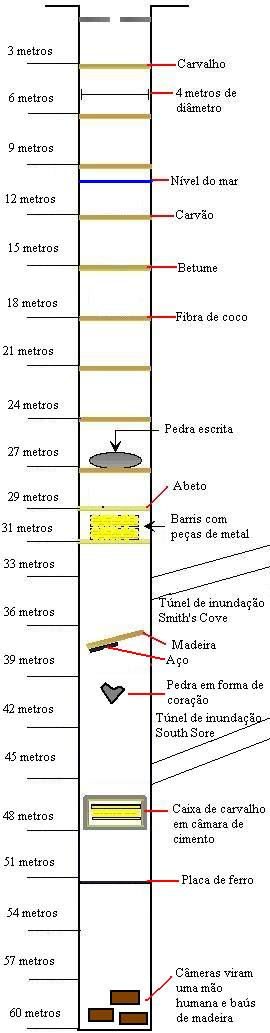
Perfil das escavações.

## A primeira tentativa
Passaram-se 8 anos para que os três descobridores retornassem e o fizeram com a The Oslow Company, companhia fundada com o propósito da busca. Começaram novamente a escavar, e rapidamente voltaram aos 9 m que já haviam alcançado oito anos atrás.
Continuaram descendo para 27 m, encontrando uma camada de cascalho a cada intervalo de 3 m. Mesmo com as camadas, aos 12 m uma camada de carvão foi encontrada. Aos 15 m uma camada de piche, e a 18 m uma camada de fibras de coco.
A 27 m escavados, a mais intrigante prova de que alguma coisa estava enterrada ali fora encontrada: uma pedra com inscrições em um alfabeto misterioso.
Uma das possíveis traduções seria: "Quarenta pés abaixo, dois milhões estão enterrados."
Depois de tirar mais uma camada de tábuas de madeira a 27 m de profundidade, continuaram a escavar. Então a água começou a inundar o poço. No dia seguinte o poço estava cheio até o nível de 10 m.
Bombear não funcionava, então no ano seguinte, um novo poço foi cavado 30 m mais abaixo. Dessa forma o túnel passava por cima do já batizado "Poço do Dinheiro". Porém, mais uma vez a água inundou, dessa vez o recente poço escavado, e a busca foi abandonada por 45 anos.

## A armadilha
Uma engenhosa armadilha fora, então, descoberta e surpreendeu a todos. A The Oslow Company, inadvertidamente, rompeu um canal de água de 152 m, que fora cavado perto da "Smith's Cove" (cova do Ferreiro) pelos construtores do poço. Tão rápido a água era bombeada, o buraco era novamente preenchido pelo mar.
Essa fora a descoberta de uma pequena parte do intrincado plano dos construtores desconhecidos do poço para manter as pessoas longe de seu conteúdo.

## A segunda tentativa
Em 1849 entra a próxima companhia a tentar extrair o tesouro, a The Truro Company foi fundada e a busca retomada. Rapidamente cavaram 26 m somente para ser inundado. Decidiram tentar descobrir o que havia no fundo do poço antes de tentar extraí-lo e usaram brocas. Os resultados foram encorajadores.
Aos 29 m a broca atravessou uma plataforma de abetos. Então encontraram 14 cm de cascalho e 77 cm de algo caracterizado como "pedaços de metal". Depois, 2 m de carvalho, mais 77cm de cascalho, 14 cm de carvalho e outra camada de abetos. A conclusão foi logo tirada: teriam perfurado 2 urnas cheias de moedas. Quando puxaram a broca, encontraram pedaços de carvalho e cascas do que parecia ser fibra de coco.
Numa das perfurações, três elos de ouro foram trazidos pela broca.
Foi descoberto que os idealizadores do poço criaram um sistema de drenagem espalhado por 44 m de distância da praia. Cada uma assemelha-se a um dedo da mão. Cada dedo era um canal cavado no barro abaixo da praia alinhando as rochas. O canal no qual preencheram com muitos centímetros de plantas marinhas, e depois muitos centímetros de fibras de coco. O efeito disso é um sistema de filtragem que mantinha os canais limpos de areia enquanto a água podia passar por elas. Os dedos encontravam-se no "Poço do Dinheiro" a 152 m de distância. Mais tarde, investigações mostraram que os canais subterrâneos encontravam o "Poço do Dinheiro" cerca da profundidade de 33 m.
Para a Truro Company, a resposta agora era simples: era só bloquear a água que vem da praia e cavar o "tesouro". Sua primeira tentativa foi construir uma represa fora da praia no Smith's Cove, drenar a água e depois desmantelar os canais de drenagem. Infelizmente ocorreu uma tempestade que destruiu a represa antes de estar pronta.

## A terceira tentativa
A próxima tentativa de assegurar o tesouro do poço foi feita em 1861 pela Oak Island Association. Primeiro eles limparam o "Poço do Dinheiro" até 26 m. Depois fizeram um novo buraco a leste do poço com o intuito de interceptar o canal do mar. Um novo buraco foi cavado até 36 m sem tocar em nenhum dos canais do mar e depois abandonado.
Um segundo buraco foi feito, a oeste e a 36 m de profundidade. Eles então queriam fazer um túnel sobre o "Poço do Dinheiro". Mais uma vez a água começou a entrar no poço, bem como no "Poço do Dinheiro". Logo após um verdadeiro desastre: o fundo do poço acaba caindo.
Esse desastre comprovaria que havia alguma saliência no fundo da ilha, e encorajou os caçadores futuros.
Por muitos anos, companhias diferentes tentaram vencer o mistério sem sucesso.

## Os Poços Internos
Em 1893 um homem chamado Fred Blair, com um grupo chamado The Oak Island Treasure Company, recomeçou as buscas ao "tesouro". Sua primeira tarefa foi investigar os "poços internos".
Descobertos em 1878, a aproximadamente 106 m a leste do Poço do Dinheiro, os "poços internos" aparentam ser buracos escavados pelos idealizadores do Poço do Dinheiro. Talvez buracos de ventilação para a escavação do túnel de inundação, aparentemente interceptando ou passando perto ao túnel de inundação. Em 1897, limparam o Poço do Dinheiro até 33 m por onde viram a entrada do túnel de inundação, temporariamente fechado com rochas. Porém, a água encontrou seu caminho e inundou o poço de novo.
A Treasure Company decidiu que só conseguiriam vencer, selando a água da Smith's Cove dinamitando o túnel de inundação. Cinco cargas foram ajustadas em buracos perfurados perto do túnel de inundação, o que não funcionou, pois a água continuou jorrando forte. Ao mesmo tempo, uma nova amostra foi perfurada com uma sonda no próprio poço. Os resultados foram surpreendentes.

## O domo de concreto
A 38 m, bateram em madeira e depois ferro. Esse material é provavelmente parte daquele que caiu do poço quando ele se rompeu. Em outras perfurações foi encontrada madeira, porém o ferro já não era mais encontrado, indicando que o material, talvez por mera coincidência, ali repousava devido à queda.
Entre 39 e 46 m e também de 48 e 52 m, uma argila azul foi encontrada, que consistia de barro, areia e argila. Essa argila poderia ser usada para formar uma vedação como o piche que foi encontrado no nível de 15 m.
A maioria dos achados foi no hiato entre a camada de piche e a superfície. Um domo de concreto foi descoberto. O domo era de 2 m de altura e 24 cm de espessura. Dentro do domo a sonda encontrou madeira, e após muitos centímetros, uma substância desconhecida. Depois uma camada mole de metal foi encontrada.
Quando a sonda foi trazida, outra peça foi unida ao quebra-cabeça: fora encontrado um pedaço de pele de carneiro curtido com as letras "VI";"UI" ou "WI". Do que o pedaço de pele faz parte, deram as teorias sobre os manuscritos originais de Shakespeare.
A The Treasure Company começou a perfurar mais buracos com intenção de resgatar o domo de cimento. Mas todos falharam com a inundação.

## O segundo túnel de inundação
Em maio de 1899, ainda uma nova e radiante descoberta foi feita: havia um segundo túnel de inundação.  Esse estava localizado na "South Shore Cove" (cova da Margem Sul). Os idealizadores eram ainda mais engenhosos e fizeram mais trabalho que previamente se achava. Este caso fortaleceu a ideia de que algo foi enterrado ali embaixo e quem enterrou não queria que ninguém chegasse perto do tesouro.
Blair e a The Oak Island Treasure Company continuaram cavando novos buracos, perfurando e achando mais amostras, mas nenhum progresso foi feito e nenhuma informação obtida.
Entre 1900 e 1936 muitas tentativas foram feitas para obter o tesouro, todas sem sucesso.

## Os Fragmentos de Pedra
Em 1936, Gilbert Hadden, em conjunção com Fred Blair, começaram uma nova investigação na ilha. Hadden limpou alguns buracos que cercaram o poço e fez planos de perfuração exploratórias no próximo verão. Porém, ele fez duas descobertas fora do poço.
Na primeira, foram fragmentos de pedra apresentando inscrições similares àquelas encontradas ao nível de 27 m. A segunda descoberta foram toras antigas na Smith's Cove. Essas toras parecem ser dos antigos idealizadores, devido ao fato de que usava pinos de madeira ao invés de metal. Foi concluído de que estas toras eram apenas uma pequena parte de uma construção maior.

## Descobertas recentes
Daniel Blankenship começou suas buscas em 1965. Em 1966, ele cavou mais do buraco achado por Dunfield em 1965. Ele ultrapassou os 13 m originais. Blankenship encontrou uma porção de pregos e um lavatório. A 18 m ele encontrou uma camada de rochas e água estagnada. Ele presumiu que era parte do túnel d'água, mas não pode explorar, pois não parava de jorrar água.
Uma tesoura foi encontrada em 1967. Foi determinado que a tesoura era hispano-americana, provavelmente do México e que possuía cerca de 300 anos de idade. Também foi encontrada uma pedra em forma de coração, muito parecida com uma outra encontrada num tesouro pirata no Taiti.
A Smith's Cove revelou mais segredos em 1970 para a Triton Alliance, um grupo formado por Blankenship para continuar as buscas. Enquanto a Triton foi construída, novos túmulos foram encontrados. As descobertas incluem muitas tábuas de madeira, de 60 cm de espessura, e a 19 m de comprimento. Os idealizadores originais marcaram cada 1 m com algarismos romanos. Em algumas tábuas havia pinos de madeira ou pregos. A madeira foi datada pelo carbono com 250 anos.
O lado ocidental da ilha revelou muitas coisas: duas estruturas de madeira com pregos rústicos e cintas de metal. Três metros abaixo encontraram um par de sapatos de couro.

## Borehole 10-X
A maior descoberta foi em 1976, quando a Triton cavou algo que hoje é conhecido como Borehole 10-X (escavação 10-X). Um tubo de metal de 72 m afundado 55 m a nordeste do Poço do Dinheiro. Durante a escavação, muitas cavidades artificiais foram encontradas a 72 m.
Foi posta uma câmera nessa cavidade e ela retornou com cenas intrigantes: primeiro, uma suposta mão decepada flutuando na água; depois, o que pareciam ser 3 arcas do tipo de tesouros e ferramentas; e ainda um aparente cadáver humano.
Depois de ver as imagens, a decisão foi a de mandar mergulhadores para averiguar.
Muitas tentativas foram feitas, mas as fortes correntes marítimas e pouca visibilidade tornaram impossíveis quaisquer atividades.
Após estas descobertas, houve um colapso nas paredes do buraco e ele nunca mais foi reaberto.

## Ilha à venda
Em 2 de Janeiro de 2006, após 40 anos de sonhos frustrados, Dan Blankenship e David Tobias decidem fechar seus negócios e colocaram a ilha à venda, sendo comprada por Marty Lagina e pelo seu irmão Rick Lagina.